# Lilly Reale
Lilly Reale, född den 12 augusti 2003 i Boston, är en amerikansk fotbollsspelare.

## Biografi
Lilly Reale inledde sin seniorkarriär i Gotham FC år 2024, efter att ha spelat collegefotboll för UCLA Bruins. Hon har även representerat det amerikanska damlandslaget där hon debuterade 2025.